# Melecta bohartorum
Melecta bohartorum là một loài Hymenoptera trong họ Apidae. Loài này được Linsley mô tả khoa học năm 1939.